# Mirtha Colón
Mirtha Colón (18 de mayo de 1951, Trujillo) es una activista y trabajadora social garífuna nacida en Honduras. Entre los temas que aborda desde su activismo se encuentran la defensa de los inmigrantes caribeños en el Bronx, la prevención del VIH, educación sexual y la preservación cultural. En 2012, la Legislatura del Estado de Nueva York la reconoció por su servicio a la diáspora africana en el estado.

## Biografía
Mirtha Colón nació el 18 de mayo de 1951 en Trujillo en la costa del Caribe en el Departamento de Colón de Honduras . Ella es de ascendencia garífuna. Junto a su madre y su hermana mayor, Colón se mudó a menudo durante su juventud, viajando entre los centros urbanos a lo largo de la región costera de Honduras viviendo en ciudades como La Ceiba y San Pedro Sula . En 1962, la hermana mayor de Colón se mudó al Bronx, donde vivía una gran comunidad de expatriados garífunas. En 1968, la hermana inició el proceso para que Colón se uniera a ella.

## Carrera profesional
Al llegar a la ciudad de Nueva York, Colón comenzó a trabajar en Brooklyn para un fabricante de textiles. Después de que nació su segundo hijo, tomó la determinación de volver a la escuela. Colón se inscribió en el programa de Desarrollo Educativo General (GED) del Colegio Comunitario de Hostos y obtuvo su certificado en 1984. Por conflictos con su horario de trabajo, dejó Hostos y se matriculó en cursos de servicios sociales en el Boricua College.
Colón formó una organización transnacional sin fines de lucro en 1992, Hondureños Contra el SIDA, para abordar el gran número de mujeres garífunas seropositivas. Con su experiencia en trabajo social, Colón reconoció la necesidad de educar, de una manera culturalmente sensible, a la comunidad garífuna de la costa centroamericana, así como a las comunidades inmigrantes agrupadas alrededor de los vecindarios de Crotona, Hunts Point, Morrisania y Mott Haven en el Bronx. Muchos de los migrantes de la comunidad hablan el idioma garífuna entre ellos, aislándolos de otras redes de servicios afrolatinos y afroamericanos. En 1994, cuando completó su licenciatura en servicios humanos, Colón se empleó como trabajadora social en el Hospital Lincoln. Al tiempo que criaba a dos hijos y trabajaba a tiempo completo, Colón realizó estudios de posgrado en la Universidad de Fordham y completó su maestría en trabajo social en 1998.
La organización creó una sede, Casa Yurumein, y comenzó a capacitar a una red de profesionales de la salud para abordar el VIH/SIDA entre la diáspora africana que vive en Belice, El Bronx, Guatemala, Honduras y Nicaragua . Colón, quien se desempeña como directora, y sus voluntarios ayudan con actividades educativas, monitorean a los pacientes para asegurarse de que se adhieran a los regímenes de tratamiento e identifican los factores de riesgo respetando las tradiciones culturales.
En 2012, Colón fue una de las ganadoras del Premio a la Carrera Destacada al Servicio de la Humanidad del Estado de Nueva York. Retirada de su carrera de trabajo social, Colón aún se desempeña como directora ejecutiva de Hondureños contra el SIDA, y viaja por las tierras garífunas para mejorar los servicios sociales para su comunidad. Además de la atención médica, Colón promueve eventos culturales para crear redes para mejorar la comunicación entre las diferentes poblaciones garífunas. Uno de esos eventos fue la reunión comunitaria de 2010 con el alcalde Michael Bloomberg . Además de su trabajo en Nueva York, Colón se ha desempeñado como presidenta de la Organización Negra Centroamericana ( en español: Organización Negra Centroamericana (ONECA) ), que se organizó en 1995 para organizar redes de miembros centroamericanos de la diáspora africana para abordar los problemas que enfrentan estas poblaciones.